# Theodor Leschetizky
Theodor Leschetizky   (Łańcut, 22 de juny de 1830 - Dresden, 14 de novembre de 1915), polonès: Teodor Leszetycki, fou un pianista, compositor i pedagog musical polonès. Nomenat per Anton Rubinstein al recentment fundat Conservatori de Sant Petersburg el 1864, hi va formar molts pianistes famosos.

## Biografia
Va començar a estudiar música als cinc anys. El 1839, als nou anys, va debutar com a pianista a Lviv amb l'orquestra local dirigida per Franz Xaver Wolfgang Mozart, el fill petit de Wolfgang Amadeus Mozart. El 1841, la família Leszetycki va marxar a Viena, on Teodor va continuar les seves lliçons de piano amb Carl Czerny i composició amb Simon Sechter; també va estudiar filosofia a la Universitat de Viena. Va oferir concerts a Rússia, Alemanya i Anglaterra com a pianista i director d'orquestra.
El 1878 va tornar a Viena. Va viure en una casa àmplia, conservada fins als nostres dies, al barri de Währing, a Weimarerstrasse 60. A la seva paret frontal hi ha una placa commemorativa amb el text següent: Dieses Haus war von 1881–1915 das Heim des Klaviervirtuosen und Musikpädagogen Professor Theodor Leschetizky.
Leszetycki va ser un pedagog destacat. Entre els seus alumnes es poden esmentar Ignacy Jan Paderewski, Henryk Melcer-Szczawiński, Antonina Szukiewicz, Artur Schnabel, Ignaz Friedman, Ossip Gabrilowitsch, Elly Ney, Mieczisław Horszowski, Benno Moiseiwitsch, Paul Wittgenstein, Richard Buhlig i Mark Hambourg. Paderewski va expressar la seva opinió sobre la pedagogia de Leszetycki de la següent manera: “No coneixia i fins avui no conec ningú que el pugui igualar. Ningú no es pot comparar amb ell. Com a professor, un gegant contra el qual tots els altres són només nans"
També es va dedicar a la composició, va escriure més de cinquanta peces importants per a piano, dues òperes: Die Brüder von San Marco i Die erste Falte, un concert per a piano i diversos centenars de miniatures per a piano.
Està enterrat en una tomba honorífica al Cementiri central de Viena.

## Obres (selecció)

### Peces per a piano
- Les deux alouettes op. 2
- Koncert fortepianowy c-moll op. 9
- Deux Mazurkas op. 24
- Suita Souvenirs d’Italie op. 39
- Deux morceaux op. 42
- Deux morceaux op. 43
- Deux arabesques op. 45
- Contes de jeunesse suite de morceaux op. 46
- Trois morceaux op. 48

### Altres obres
- Variacions per a oboè sobre un tema de Beethoven (en alemany: Variationen für Oboe über ein Thema von Beethoven)
- Mittagszauber (Emanuel Geibel) op. 32, núm. 1

### Peces escèniques
- Die Brüder von San Marco (1848-1852)
- Die erste Falte ("La primera arruga", llibret Salomon Hermann von Mosenthal), òpera còmica en 1 acte (estrena 1867 Praga)